# Ouvrage des Aittes
L'ouvrage des Aittes, ou  des Aîttes, est une fortification faisant partie de la ligne Maginot, située sur la commune de Cervières, dans le département des Hautes-Alpes.
Il s'agit d'un petit ouvrage d'infanterie construit dans les années 1930. Il était chargé de défendre le fond de la vallée de la Cerveyrette, épaulant ainsi les ouvrages se trouvant en haut du Gondran, l'ensemble étant couvert par l'artillerie de l'ouvrage du Janus et par les batteries de soutien. Ayant peu servi en 1940, il est en plutôt bon état et se visite.

## Description
Le hameau des Aîttes se trouve en amont du village de Cervières, dans le vallon de la Cerveyrette, sur une moraine glaciaire juste avant le marais de la plaine du Bourget. Ce vallon a été barré à cet endroit par le mur des Aîttes, construit sur la rive droite en 1898-1901 par le 159e RIA ; il s'agit d'un mur en maçonnerie de 328 mètres de long pour 2,5 m de haut, percé par plus d'une centaine de créneaux de tir. L'ouvrage Maginot se situe au sud-est, sur la rive gauche du torrent, à environ 1 880 mètres d'altitude, sur le versant rocheux montant jusqu'au Lasseron (qui atteint les 2 702 m). Un casernement extérieur (aujourd'hui en ruine), utilisé en temps de paix pour abriter l'équipage, se situe à proximité du bloc d'entrée.

### Position sur la ligne
Dans les Alpes, les fortifications françaises ont pour mission de barrer les différents axes permettant de franchir la frontière franco-italienne et d'entrer en France : ces défenses contrôlent les principales vallées. Dans le Briançonnais, la haute-vallée de la Durance est le débouché du col de Montgenèvre. Cet axe est contrôlé par l'ancienne place forte de Briançon, dont la ceinture de vieux forts est renforcée pendant les années 1930 par plusieurs ouvrages bétonnés plus modernes pour la mettre au niveau du reste de la ligne Maginot.
La pièce maîtresse du sous-secteur est l'ouvrage du Janus, perché au-dessus de Briançon. Cet ouvrage d'artillerie est épaulé au sud par les cinq ouvrages du Gondran et encore plus loin au sud-est par celui des Aittes, contrôlant la vallée de la Cerveyrette.

### Souterrains
Comme tous les autres ouvrages de la ligne Maginot, celui des Aittes est conçu pour résister à un bombardement d'obus de gros calibre. Les organes de soutien sont donc aménagés en souterrain, creusés sous plusieurs mètres de roche, tandis que les organes de combat, dispersés en surface sous forme de blocs, sont protégés par d'épais cuirassements en acier et des couches de béton armé.
L'entrée de l'ouvrage donne accès de plain-pied à une galerie bétonnée, avec des alvéoles en perpendiculaire abritant l'usine électrique, la réserve de gazole, les citernes d'eau, l'infirmerie, le poste téléphonique (indicatif O 388), les lavabos, les latrines et la cuisine. La prise d'air ainsi que l'évacuation des fumées de l'usine et de la cuisine se faisaient par une bouche grillagée et par une cheminée juste au-dessus de l'entrée. Une petite galerie en cul-de-sac mène au magasin à munitions. La galerie principale se poursuit ensuite sur environ 120 mètres de long, avec deux élargissements aménagés en chambrée pour la troupe (avec deux rangées de lits métalliques), avec entre les deux une volée de marches aux parois non-bétonnées (le roc est à vif). Cette galerie se termine par un embranchement, trois galeries menant chacun à un des blocs de combat. L'accès aux blocs 2 et 3 se fait par un puits, au bloc 4 de plain-pied.
Un poste radio était installé dans le bloc d'entrée, avec l'antenne courant le long de la façade. L'alimentation en eau est garantie par le captage d'une source extérieure, avec stockage dans deux citernes de 7 200 litres dans la caserne, de 5 300 litres dans l'usine et de 6 500 litres dans le bloc 3. L'éclairage se fait par des ampoules chacune protégée par un hublot. Le chauffage était confié dans les blocs à des radiateurs électriques, complétés par une chaudière et trois radiateurs à eau chaude dans le casernement. L'ouvrage était raccordé au réseau d'alimentation électrique civil, mais en cas de coupure de celui-ci, la production électrique devait être assurée par deux groupes électrogènes (un seul suffisait pour l'éclairage, le chauffage et la ventilation, le second est en réserve), chacun composé d'un moteur Diesel CLM 208 (fournissant 40 ch à 750 tr/min) couplé à un alternateur. Le refroidissement des moteurs se fait par circulation d'eau.

### Blocs

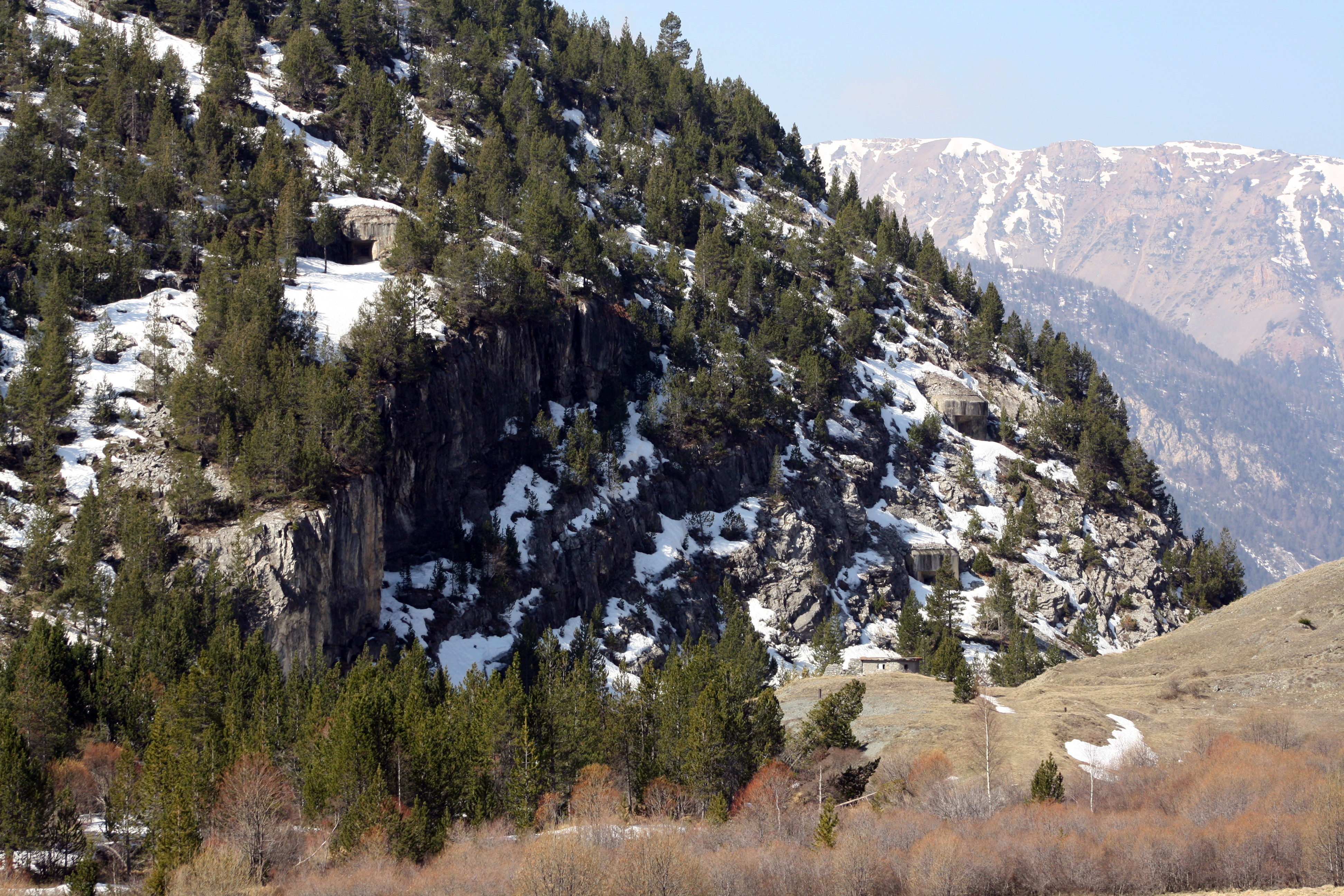
Vue sur les trois blocs de combat.

En surface, les quatre blocs sont dispersés pour réduire leur vulnérabilité aux bombardements. Chaque bloc de combat dispose d'une certaine autonomie, avec ses propres magasins à munitions (le M 3 près des armes, le M 2 juste avant l'accès au bloc), sa salle de repos, son PC, ainsi que son système de ventilation. Étant donné que les positions de mise en batterie pour de l'artillerie lourde sont rares en montagne, le niveau de protection est moins important que dans le Nord-Est (les ouvrages construits en Alsace, en Lorraine et dans le Nord).
Le bloc 1 sert d'entrée à l'ouvrage, implanté en aval sur le versant regardant vers l'ouest, encastré directement dans la falaise à 1 859,23 mètres d'altitude. L'épaisseur de béton à 2,25 mètres correspond au niveau de protection no 2. La défense rapprochée de la porte blindée était confiée à un créneau pour fusil-mitrailleur (FM) sous béton, à un petit créneau de porte pour un autre FM et une goulotte lance-grenades. Les FM étaient du modèle MAC modèle 1924/1929 D, dont la portée maximale est de 3 000 mètres, avec une portée pratique de l'ordre de 600 mètres. L'alimentation du FM se fait par chargeurs droits de 25 cartouches, avec un stock de 7 000. La cadence de tir maximale est de 500 coups par minute, mais elle est normalement de 200 à 140 coups par minute,.
Les blocs 2, 3 et 4 sont de petites casemates d'infanterie, implantées en amont le long du versant regardant vers le nord et le nord-est : le bloc 2 à 1 899 mètres d'altitude est orienté vers le col de Chabaud, le bloc 3 à 1 882,8 m vers le col de Gimont et le bloc 4 à 1 870 m vers le col de Bousson. L'épaisseur de béton correspond au niveau de protection no 3 pour les blocs 2 et 3 (dalle à 2,50 m, murs exposés à 2,75 m, murs non exposés et radiers à un mètre) ou au no 2 pour le bloc 4 (dalle de deux mètres, murs exposés à 2,25 m et le reste à un mètre) ; chacun comprend une visière prolongeant la dalle. Le bloc 4 comprend une porte servant d'issue de secours. Elles sont équipées chacune d'un créneau pour jumelage de mitrailleuses ; le jumelage du bloc 4 devait être remplacé par une arme mixte. Les mitrailleuses étaient des MAC modèle 1931 F, montées en jumelage (JM) pour pouvoir tirer alternativement, permettant le refroidissement des tubes. La portée maximale avec cette balle (Vo = 694 m/s) est théoriquement de 4 900 mètres (sous un angle de 45°, mais la trémie limite le pointage en élévation à 15° en casemate et à 17° dans une cloche GFM), la hausse est graduée jusqu'à 2 400 mètres et la portée utile est plutôt de 1 200 mètres. Les chargeurs circulaires pour cette mitrailleuse sont de 150 cartouches chacun, avec un stock de 50 000 cartouches pour chaque jumelage. La cadence de tir théorique est de 750 coups par minute, mais elle est limitée à 450 (tir de barrage, avec trois chargeurs en une minute), 150 (tir de neutralisation et d'interdiction, un chargeur par minute) ou 50 coups par minute (tir de harcèlement, le tiers d'un chargeur). Le refroidissement des tubes est accéléré par un pulvérisateur à eau ou par immersion dans un bac.
Les mitrailleuses et fusils mitrailleurs de l'ouvrage étaient chacun protégé par une trémie blindée et étanche (pour la protection contre les gaz de combat). Ils tirent la même cartouche de 7,5 mm à balle lourde (modèle 1933 D de 12,35 g au lieu de 9 g pour la modèle 1929 C), ce qui donne plus de portée à cette munition.

## Histoire
Le projet de 1929 prévoyait un armement plus important : deux mortiers de 81 mm (portée de 3 600 m) et quatre mitrailleuses. En 1930, les moyens financiers alloués à la fortification ne permettent pas de construire tous les ouvrages prévus. Des choix de priorité sont établis : la construction des Aittes est repoussée en deuxième urgence. En 1932, un nouveau projet simplifié est accepté, avec construction par la main-d'œuvre militaire (MOM) pour faire des économies budgétaires : les hommes affectés au chantier sont issus du 154e RIA puis du 6e RTM, encadrés par les spécialistes du 4e régiment du génie. Aucune cloche ne fut installée sur les dessus des blocs ; pas non plus de système de filtration de l'air. L'ouvrage est assez isolé, car l'ouvrage de la cote 2232 n'a pas été construit.
L'ouvrage est occupé lors de l'alerte d'août 1939, juste avant le début de la mobilisation générale. De novembre 1939 à mai 1940, l'équipage évacue l'ouvrage dans le cadre du dispositif hivernal, pour maintenir seulement un détachement à Cervières. Lors des combats de juin 1940, l'équipage de l'ouvrage tira avec ses mitrailleuses uniquement le 20 juin vers 11 h, arrosant à longue portée des détachements de fantassins italiens qui descendaient des cols frontaliers.
L'ouvrage a été abandonné par l'Armée, la cuisine, la radio, l'armement et une partie des lits métalliques ont été retirés. Les environs ont été utilisés par le Centre national d'aguerrissement en montagne (CNAM) jusqu'en 2009. Une association de Cervières, fondée en 2002, permet de visiter l'ouvrage.